# Los Antiguos
Los Antiguos est une ville de Patagonie
argentine, située dans le département de Lago Buenos Aires, en province de Santa Cruz. 

Elle est construite sur la rive sud du lac Buenos Aires, à proximité de la frontière du Chili (pas de la frontière de l’Argentine ni de la frontière argentine-chilienne), et à 248 mètres d'altitude.

## Étymologie
Le nom Los Antiguos est une traduction du vocable Tehuelche, I-Keu-khon, ce qui signifie « Place des Aïeux ».

## Population
La ville comptait 2 047 habitants en 2001, en hausse de 69,73 % par rapport à 1991.